# Cudahy (Califórnia)
Cudahy é uma cidade localizada no estado americano da Califórnia, no Condado de Los Angeles. Foi incorporada em 10 de novembro de 1960.

## Geografia
De acordo com o United States Census Bureau, a cidade tem uma área de 3,2 km², onde 3,1 km² estão cobertos por terra e 0,1 km² por água.

### Localidades na vizinhança
O diagrama seguinte representa as localidades num raio de 8 km ao redor de Cudahy. 

## Demografia
Segundo o censo nacional de 2010, a sua população é de 23 805 habitantes e sua densidade populacional é de 7 789,12 hab/km², tornando-a a segunda cidade mais densamente povoada da Califórnia, atrás apenas de Maywood. Possui 5 770 residências, que resulta em uma densidade de 1 887,97 residências/km².